# Едвард Дженнінґс (веслувальник)
Едвард Дженнінґс (англ. Edward Jennings, 9 квітня 1898 — 9 лютого 1975) — американський академічний веслувальник.
Олімпійський чемпіон 1932 року в складі розпашної двійки зі стерновим, бронзовий призер 1924 року в складі розпашної двійки зі стерновим.